# Kinesisk fest i Kelantan
Kinesisk fest i Kelantan er en film instrueret af Peter Dalhoff-Nielsen.

## Handling
Filmen er optaget i fiskerlejet Bachok i sultanatet Kelantan i det nordlige Malaysia. Ud over at være en del af det kinesiske mindretal i landet er Sin Wah også værtshusholder og troende taoist.